# モーションエスティメーション

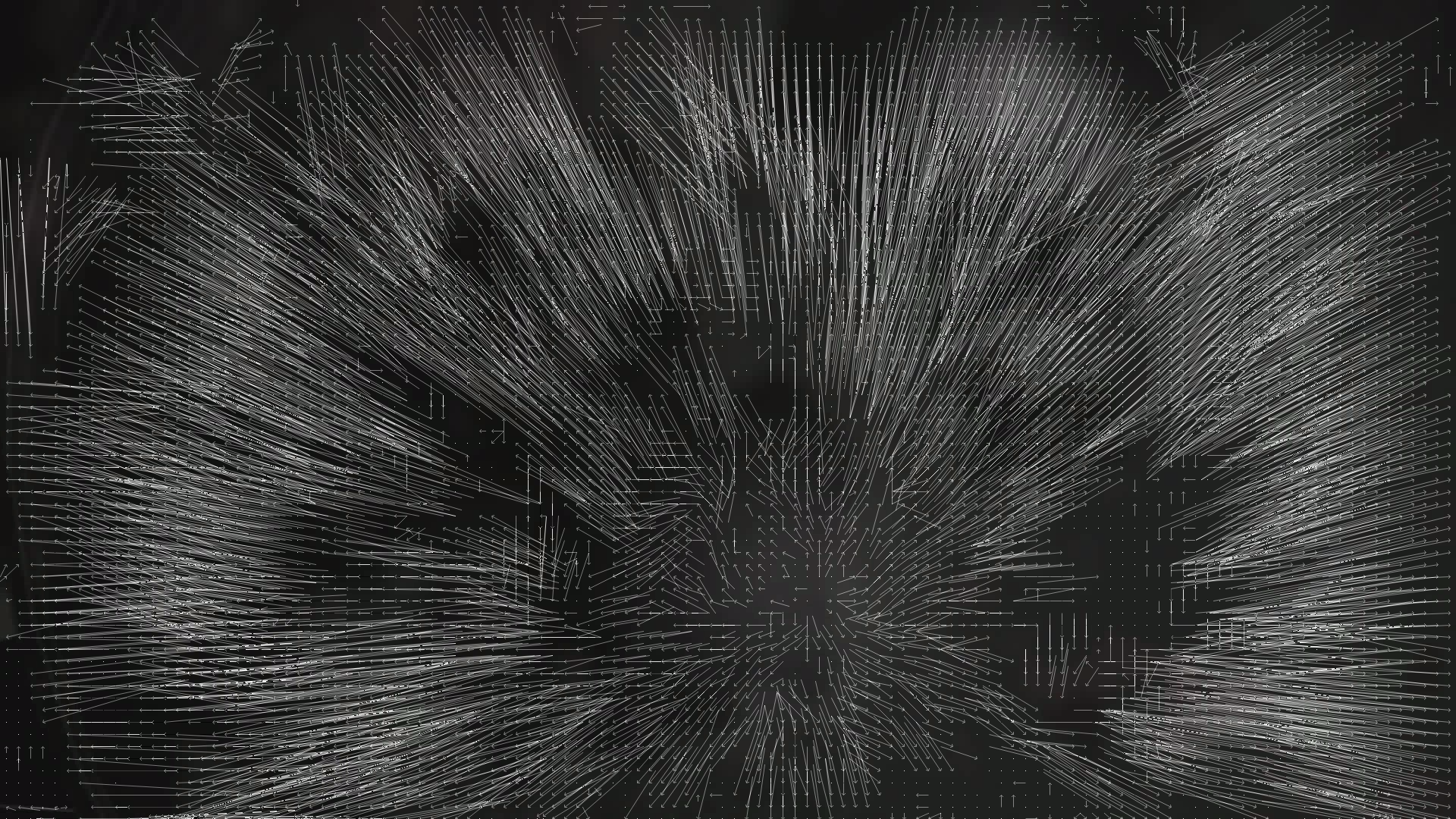
右下への横方向の動きと組み合わされた、画像のz平面への動きから生じる動きベクトル。これは、MPEGムービーを圧縮するために実行されるモーション推定を視覚化したもの。

モーションエスティメーション（英語: Motion estimation）は、ある2D画像から別の2D画像への変換を表す動きベクトルを決定するプロセス。通常、ビデオシーケンス内の隣接するフレームから。モーションは3次元であるため、これは不適切な問題で、画像は3Dシーンを2D平面に投影したものである。動きベクトルは、画像全体（グローバルモーション推定）または長方形のブロック、任意の形状のパッチ、さらにはピクセルごとなどの特定の部分に関連する場合がある。モーションベクトルは、3次元すべてでの回転や平行移動、ズームなど、実際のビデオカメラのモーションを近似できる並進モデルまたは他の多くのモデルで表すことができる。

## 関連用語
多くの場合、モーション推定という用語とオプティカルフローという用語は同じ意味で使用される。概念的には画像レジストレーションやステレオ対応にも関係している。実際、これらの用語はすべて、2つの画像またはビデオフレーム間の対応するポイントを見つけるプロセスを指す。実際のシーンまたはオブジェクトの2つのビュー（画像またはフレーム）で互いに対応するポイントは、「通常」そのシーンまたはそのオブジェクト上の同じポイントである。モーション推定を行う前に、対応の測定値、つまり、2つの画像ポイントがどれだけ類似しているかの測定値であるマッチングメトリックを定義する必要がある。ここには正しいことも悪いこともなく、一致するメトリックの選択は、通常、最終的な推定モーションの使用目的と、推定プロセスの最適化戦略に関連している。

## アルゴリズム
運動ベクトルを見つけるための方法は、ピクセルベースの方法（「直接」）と特徴ベースの方法（「間接」）に分類することができる。有名な討論の結果、対立する派閥から2つの論文が作成され、結論を確立しようとした。

### 直接法
- ブロックマッチングアルゴリズム（英語版）
- 位相相関（英語版）法と周波数領域法
- ピクセル再帰アルゴリズム
- オプティカルフロー

### 間接的な方法
間接的な方法では、コーナー検出などの機能を使用し、フレーム間で対応する機能を照合する。通常は、ローカルまたはグローバル領域に統計関数を適用します。統計関数の目的は、実際の動きに対応しない一致を削除することである。
正常に使用された統計関数には、RANSAC が含まれる。

### 分類に関する追加の注記
ほとんどすべての方法は、一致基準のある種の定義を必要であると主張できる。違いは、最初にローカル画像領域を要約してから、要約を比較するかどうかだけである（機能ベースの方法など）。または、最初に各ピクセルを比較し（差の二乗など）、次にローカル画像領域で要約する（ブロックベースモーションとフィルターベースモーション）。新たなタイプの一致基準は、最初にすべてのピクセル位置に対してローカル画像領域を要約し（ラプラス変換などのいくつかの特徴変換を介して）、要約された各ピクセルを比較し、ローカル画像領域を再度要約する。一部の一致基準には、良好な一致スコアを生成しているにもかかわらず実際には互いに対応していないポイントを除外する機能があり、他の一致基準にはこの機能がないが、それらは依然として一致基準である。

## アプリケーション

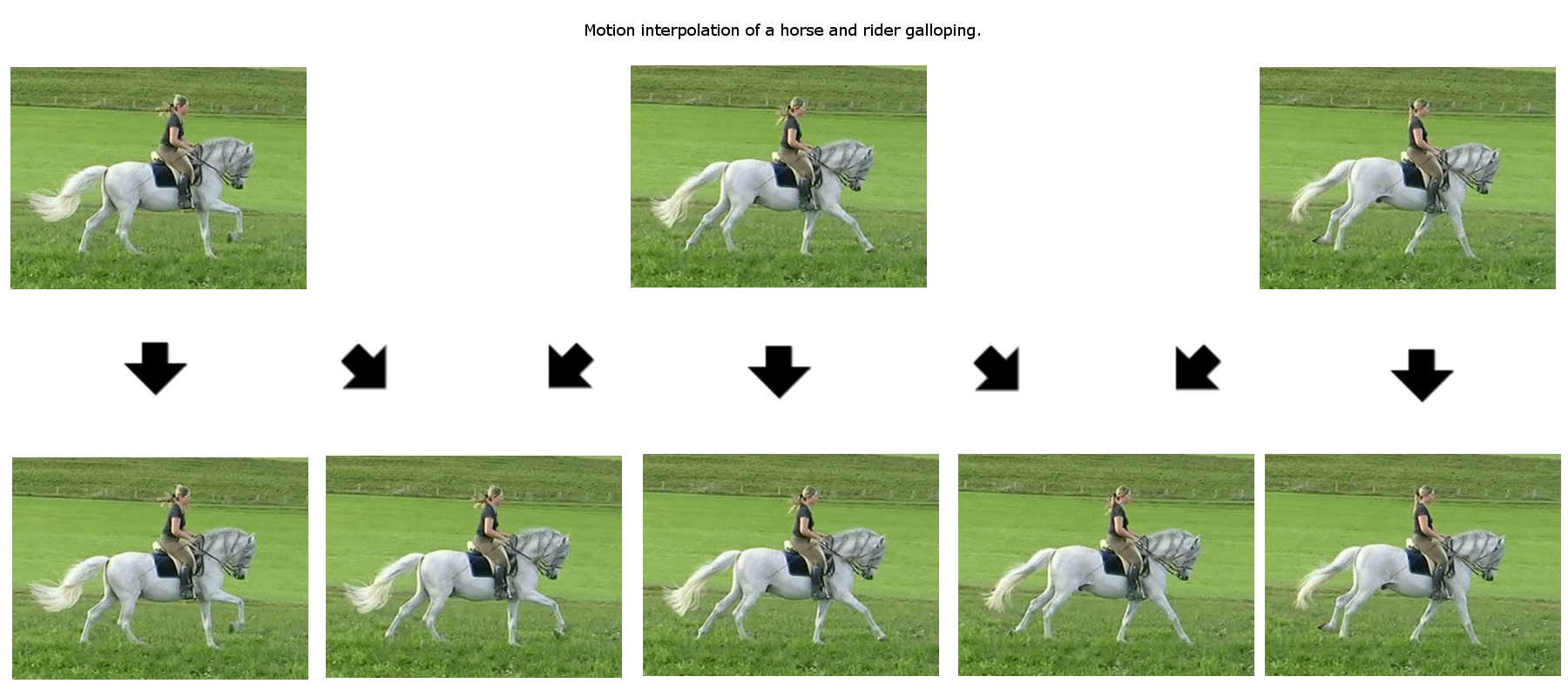
モーション補間を使用したビデオフレーム

### ビデオコーディング
動きベクトルを画像に適用して次の画像への変換を合成することを動き補償と呼ぶ。コーディングはブロックで実行されるため、離散コサイン変換（DCT）ベースのビデオコーディングフォーマットに最も簡単に適用する。
時間的冗長性を活用する方法として、モーションの推定と補正はビデオ圧縮の重要な部分である。ほとんどすべてのビデオコーディング規格は、最新のHEVCを含むMPEGシリーズなどのブロックベースのモーション推定と補正を使用している。

### 3D再構成
同時ローカリゼーションとマッピングでは、シーンの3Dモデルが、移動するカメラからの画像を使用して再構築される。